# Soyuz TM
A Soyuz-TM, sendo "TM" de Transporte Modificado, em em russo транспортный модифицированный (Transportny Modifitsirovannyi), constituiu a quarta geração das espaçonaves Soyuz. Permaneceu em serviço durante dezesseis anos: de 1986 na missão Soyuz TM-1 até 2002 na missão Soyuz TM-34.
Ela foi usada nesse período para o transporte de tripulações destinadas tanto à estação espacial Mir quanto à ISS.
Em relação a sua antecessora, A Soyuz T, ela tinha um novo sistema de acoplamento, o Kurs, que permitia a ela, manobrar de forma muito precisa e completamente independente da estação, sem que a estação de destino, necessitasse executar manobras de correção para corrigir eventuais erros de manobra, corriqueiros nos modelos anteriores.